# MARVEL VS. CAPCOM 3 Fate of Two Worlds
『マーヴル VS. カプコン3 フェイト オブ トゥー ワールド』（マーヴル バーサス カプコンスリー フェイト オブ トゥー ワールド、MARVEL VS. CAPCOM 3 Fate of Two Worlds）は、カプコンより2011年2月17日に発売されたPlayStation 3およびXbox 360用2D対戦格闘ゲーム（カプコンは「ファイティングアクション」と表記）。略称は『マヴカプ3』または『MvC3』（以下、『MvC3』と表記する）。
同年11月17日には新キャラクター12体を追加して再調整を行った『アルティメット マーヴル VS. カプコン3』（アルティメット マーヴル バーサス カプコンスリー、ULTIMATE MARVEL VS. CAPCOM 3）が発売された。（以下『アルティメット』）。

## 概要
アメコミの出版社マーベル・コミック（以下マーベル）とカプコンのクロスオーバー作品で、2000年の前作『MARVEL VS. CAPCOM 2 NEW AGE OF HEROES』（以下『MvC2』）から約11年振りに発売となったシリーズの第3弾。
前作まではアーケードから家庭用に移植されたが、本作からは家庭用 (PS3、XB360、PS Vita) のみの販売となっており、アーケードへの逆移植も行なわれていない。
プレイヤーはカプコンとマーベルのキャラクターリストから任意に選んだ3人を操作し、相手の操る3人のキャラクターを必殺技などを駆使して攻撃し、全員の体力を0にすることで勝利となる。制限時間内に勝負が決しない場合はチームの総体力が多い方の勝ちとなる。プレイヤーが操作するのはステージ上に存在するプレイアブルキャラクター1人のみだが、控えのキャラクターを特定の攻撃を自動で行う「ヴァリアブルアシスト」としてステージに呼び出すことができ、これによって一時的に同時攻撃が可能となる。体力が0となったキャラクターはその場から消え、控えのキャラクターが新たなプレイアブルキャラクターとして一定時間後にステージに登場する。これを最後の3人目が倒れるまで繰り返す。勝敗は1試合のみで決する。
本作ではアシストとワープ系の移動技を絡めることで、中・下段や表・裏の攻撃を同時に行い相手に二択を迫るなど、独自のガードの崩し方が存在する。このため中・下段に左右されない空中ガードが強く、空中へと逃げる展開が多発しやすい。また突進技は反撃を受けづらい技が多いため、ガード成功時に相手の攻撃を押しのける「アドバシングガード」が前提の作りとも取れ、総じて守る側が不利なゲームとなっている。移動や攻撃のパターンが豊富なためセオリーが存在せず、その場の状況を判断し柔軟に対応していくスピーディな駆け引きが醍醐味である。
グラフィックは3Dポリゴンだが操作系が従来の2D対戦格闘のままという『ストリートファイターIV』（以下『ストIV』）と同様の「2.5Dスタイル」となり、ハイパーコンボの発動時などにはカメラワークのアングルが寄るなどの演出も用いられる。「表現の幅を広げるため」というこの変更は、多くのユーザーに3Dになった違和感をあまり感じさせない作りに仕上がっている。2Dから3Dへモデルを変更したことにより、グラフィックなどは一部再現を含め全て作り直している。スタッフはプロデューサーの新妻良太をはじめ『タツノコ VS. CAPCOM』（以下『TvC』）から引き続き参加した者、および『MvC2』の関係者もいるが、『MvC2』の企画者などは違うゲームの制作を担当していたため、アドバイザーとして参加している。開発にはマルチプラットフォームに適したカプコンの制作エンジン「MTフレームワーク」の最新版が使われている。
新妻によると、本作のデザインコンセプトは「動くアメコミ」であり、カプコンのキャラクターも含めアメコミ調のくっきりとした陰影で描画されている。アメコミ＝雑誌というイメージから攻撃などの際に紙が裂けたり、破れたりする演出が加えられ、使用されるエフェクトはアメコミで実際に使われているフォントをそのまま使用している。これらの表現は日本国外ファンを意識したものではなく、あくまで本作のコンセプトを重視したことによるものである。
ゲームバランスよりは爽快感を重視しており、バランスが最重視された『ストIV』に対し、本作はあくまで「お祭り」ゲームであることを重視している。新妻曰く「キャラクターを尖らせるだけ尖らせて、最終的にシステムで包む」設計になっており、『ストIV』をプレイしたユーザーから送られた「もっとハチャメチャだったらいいのに」と言う要望に対する一種の答えになっている。そのため、最終的なゲームバランスを調整するのには膨大な時間がかかっており、1日1000試合テストプレイをしたスタッフも存在する。演出などは『ストIV』と比べて短めになっており、あくまでスピーディなゲーム性を追求している。カプコンでは、マーベルのことを熟知し間違いの無いキャラクター作りをするために相当な量の資料を集め、不要なところまでも作りこむという熱意ある制作が行われた。設定が不明瞭なキャラクターはマーベル社に相談して作られている。
マーベル側では、原作で死亡したキャラクターが参戦したり、設定が大幅に変更されているなどゲーム発売時点の原作コミックの状況と異なる点があるが、それほど熱心に最新の原作を読んでいないライトなファンが持つイメージ寄りにするために、「より古典的解釈に基づいた」キャラクター設定となっている。
新規参戦するキャラクターが増えたため、そのシリーズのファンに「格闘ゲームというよりは特定のキャラクターを動かせるゲーム」として好評を得ている。新規キャラクターは対戦格闘ゲーム以外からの参戦が多く、原作での特徴的な動きを格闘ゲーム風に再現することが重視されている。
2011年3月30日に出荷本数が200万本を記録したと発表された。カプコンは、『マーヴル VS. カプコン』シリーズ（以下『MvC』シリーズ）のファンの期待に応え、近年の格闘ゲーム人気の拡大を喚起した結果としている。またダウンロードコンテンツを継続して配信していき、長期的な販売促進を行うとしていた。

### 日本国外版
日本国外版は日本版と異なるパッケージで販売されており、他にも日本国外版のコレクターズ・エディションには「コミック/アートブック」、アメコミの無料購読コードやダウンロードコンテンツキャラクターのアンロック・コードなどの予約特典が付随するなど異なる点がある。日本ではユーザーの要望に応えe-CAPCOM限定でこのコレクターズ・エディションが先着予約特典として販売されたが、各種コードは使用できなくなっている。「コミック/アートブック」には、本編の書き下ろしプロローグコミックのほか、キャンペーンアートなどが収録されている。このコミックは『アルティメット』のゲーム内ギャラリーに画像データとして収録されている。

## アルティメット
2011年11月17日にPS3とXB360で発売された『アルティメット マーヴル VS. カプコン3』では参戦要望が多く寄せられたストライダー飛竜など新キャラクターを12人追加し、ダウンロードキャラクターを含めると総勢50人が使用可能になった。要望の高かったオンライン対戦での「観戦モード」が追加され、マッチメイキングをスムーズにしラグを減らすなどオンラインモードの強化が行われる。また。前作で行われた主要な大会やユーザーフィードバックを参考にゲームバランスを再調整し、一部のキャラクターには新必殺技が追加された。ゲームバランスを極端なものにしていたXファクターは攻撃上昇率を低下させ、空中でも発動できるようになった。空中ダッシュ中のガードができなくなったため、相対的にホバリングや特殊移動技を持つキャラクターが有利となっている。
2011年12月17日にはPlayStation Vitaのローンチタイトルとして発売した。コンソール版同様の60フレームでの動作と軽快さを実現しており、要望の多かった対戦動画のアップロードと再生が可能となっている。グラフィックデータの転用はせず、有機ELに合うように一から作り直されている。操作系統にもタッチスクリーンでのプレイに対応するなどの変更点が見られ、PS3と連動しPS Vitaをコントローラーとして利用する「アルティメット・コントローラー」機能を搭載しているまたL、Rボタンはボタンを押す長さによってアシスト、交代へと変化する。オンライン対戦はWi-Fi通信のみとなっており、3G回線はリーダーボードの閲覧のみとなっている。バトルプランナーの石澤英敏（通称Neo_G）は新モードや新キャラクターの参入などを指し「実験的で思い切りを詰め込んだ作品」と振り返っている。
当初はダウンロードコンテンツでの販売を予定していたが、東日本大震災の影響などにより計画を練り直した結果、ボリュームアップをした上でのパッケージ販売となった。トロフィーと実績は一新され独立しているが、ダウンロードコンテンツは前作のものを引継ぐことが可能。
アルティメットの発売に合わせて声優のたまごである古木のぞみの対戦動画を配信するアルティメットガール育成プロジェクト、前作では日本国外でのみ行われたアートコンテストなどのプロモーションイベントを実施する。アートコンテストの優勝者には村田雄介の描き下ろしイラストのレプリカが送られた。
カプコンとマーベルの契約終了により2013年12月には前作と本作のPS3、Xbox 360版のダウンロードコンテンツの販売を終了、2014年6月にPS Vita版の販売と日本語公式サイトの公開を終了していたが、シリーズ新作『マーベル VS. カプコン:インフィニット』の発表に伴い2016年12月4日より本作公式サイトが再公開され、PlayStation 4版のダウンロード販売が開始された。その後遅れて、Xbox One版とWindows PC（Steam）版のダウンロード販売も2017年3月7日に開始され、さらにPS4のみパッケージ版が2017年3月9日に発売された。ゲーム内容自体は同一であるが、過去のPS3、Xbox 360版が720P画質だったのに対し、PS4、Xbox One、Steam版は1080PのフルHD画質に対応しており、廉価版並の低価格ながらも過去の全てのダウンロードコンテンツと、日本国外向けに発売された公式アートブックである『Marvel vs. Capcom: Official Complete Works』が完全収録されている。さらにPS4のパッケージ版には限定特典として新規書き下ろしコミック『WORLD WARRIORS AND WORLDS BEYOND』が付属。オンライン対戦にも対応しているが、同一機種ユーザーの対戦のみ対応している。

## システム
チーム編成は前作『MvC2』と同じく3対3となっている。ゲーム開始時に3人のキャラクターと3種のアシストタイプを選択することや基本的なシステムは前作を踏襲している。
操作系は1レバー+6ボタンだが、攻撃ボタンは初心者に配慮して4つに減少しており、「弱攻撃」（以下L）、「中攻撃」（以下M）、「強攻撃」（以下H）、「スペシャルアタック」（以下S）、「パートナー1」、「パートナー2」の6ボタンとなっている。パンチとキックに分れていた攻撃ボタンが統合され、エリアルレイヴ始動技やチームエリアルコンボはSで発動する。パートナーボタンはパートナーによるアシストや交代、スナップバックなどに使用する。セレクトボタンは挑発に使用し、空きボタンには複数のボタンの同時押しなどを任意で設定できる。
新システムとして「チームエリアルコンボ」と「X-ファクター」が追加されている。「チームエリアルコンボ」は空中でコンボを叩き込む「エリアルレイヴ」中に始動しほかのメンバーに交替し空中で敵に連続技を叩き込む。レバー入力によって、攻撃力が高い上段、横方向に打ちつける（『アルティメット』ではさらに相手のハイパーコンボゲージを1つ減らす）中段、下方向に叩きつけハイパーコンボゲージを1本増加させる下段の3種に派生する。対する受け手側は相手のチームエリアルと同じコマンドを入力すると「チームエリアルカウンター」が発動し、相手のチームエリアルコンボを阻止できる。「X-ファクター」は1試合に一度だけ使用でき、一定時間スピードと攻撃力を上昇させることができ、自分のチームの残り人数が少ないほどその効果が高くなる。必殺技などの各種モーションをキャンセルできるため連続技にも組み込め、ガードをキャンセルして相手のコンボに割り込むことも可能。発動中はリカバリアブルダメージが控えに回っていなくても自動で回復し、ケズリを無効化する。
連続技、必殺技、ハイパーコンボ、エリアルレイヴをいずれも1ボタンで行える初心者向けの「シンプル操作」は、使える必殺技やハイパーコンボには制限がある。例えばリュウならば上段足刀蹴りや真空竜巻旋風脚は使えない。
「ディレイドハイパーコンボ」は、ダメージ補正をリセットするテクニック「補正切りコンボ」の始動に使われることがある。キャラクターの中には補正切りありきで活躍できる者も存在する。ほかにもマニュアルには記載されていないが以下のようなテクニックが存在する。二段ジャンプを行えるキャラクターの一部には、二段ジャンプを高速入力することで低空ジャンプとなる「ショートジャンプ」が利用でき、それを駆使して高速で発生する中段攻撃を仕掛けられる。ダッシュを方向キーの2度押しではなく攻撃ボタンの同時押しで行うと下入力でキャンセルすることができ、その工程を繰り返すと波を打つような小刻みな連続ステップ「ウェーブダッシュ」が可能となる。スナップバックにより強制交代させられるキャラクターの出現時間が一定であることを利用し、相手のガードを崩す戦法を仕掛ける「出現攻め」が行える。
キャラクターは、癖がなく扱いやすい「スタンダードタイプ」、スピードはないが攻撃力と体力に優れる「パワータイプ」、体力は低いが特殊な移動技を持ちガード崩しに長ける「スピードタイプ」、多彩な飛び道具により遠距離からの攻撃に長けた「シューティングタイプ」の4種に大別される。アシストは、飛び道具を放つ「ビームタイプ」、長時間判定の残る技を放ちフィールドを制圧する「停滞タイプ」、ダウン後に追い撃ち可能な攻撃を仕掛ける「追い撃ちタイプ」などにタイプ分けできる。コンボの発動中は徐々に相手ののけぞり時間が減少するため、後になればなるほど連続技の難易度が上がる。また、1コンボにつき地上・壁バウンドは1回ずつしか発動できないと言う仕様がある。

### 仕様
キャラクターの音声は、マーベルサイドは英語固定、カプコンサイドはキャラクター毎に英語・日本語音声を切り替えることができるようになっている。『バイオハザード』シリーズや『デビルメイクライ』シリーズなど、元々英語を喋っていたキャラクターは、デフォルトでは英語音声に設定されている。
ゲームモードは、1人プレイでCPUと対戦するシングルモード。2人で対戦するバーサスモード。CPUキャラを相手に技の練習をおこなうトレーニングモード。必殺技や連続技などの課題をクリアして行くミッションモード。音楽やムービーを鑑賞できるギャラリーモード。オンライン通信対戦を行なうネットワークモードが搭載されている。説明書には書いていないが、トレーニングモードではラグが設定できる。『ストリートファイターIV』と比べて通信データ量が多く、快適な対戦環境を重視した結果、観戦モードは搭載されていない。格闘ゲームの面白さを追求したことなどにより、ミニゲームなども見送られている。
『アルティメット』では発売後の12月19日に行われた無料アップデートにて「ヒーロー&ヘラルド」モードが搭載された。プレイヤーはヒーローかヘラルドのどちらかの陣営を選び、ネット上で対戦し、その勢力を競い合う。このモードでは独自のシステムとして「サポートカード」を搭載している。サポートカードは、1枚のメインカードと2枚のサブカードから成り立ち、組み合わせによっては、飛び道具を無効化、常時Xファクター状態、ブロッキングが可能など、通常のプレイでは再現できないような状況を作ることもできる。ネットでの対戦結果は1週間ごとに集計され、戦果に応じてサポートカードが貰える。オフラインでもCPUを相手に対戦することができる。サポートカードは全てカプコンのデザイナーによる描き下ろしとなっており、S〜Cのレアリティでランク付けされている。
オンライン対戦でゲームに負けそうになると故意に回線を切断する悪質なプレイヤーへの対策として、全ユーザーの回線の切断回数を記録し、回数の多い者同士をマッチングするシステムが導入されており、このシステムは多くのユーザーに好意的にみられている。
キャラクターのカラーリングはデフォルトで4つのバリエーションが用意されていて、アイアンマンのウォーマシンカラーなど類似するキャラクターをモチーフとしたカラーリングも含まれており、その傾向はネタ要素が強い。『アルティメット』では、既存のキャラクターに2種類の新規カラーが追加されており、PS Vita版には、near機能を使って交換が可能な全身が金色の「ゴールドヘラルドカラー」が追加されている。また、ダウンロードコンテンツの「コスチュームパック」を購入することにより、キャラクターモデルそのものが変更された新たなコスチュームを追加できるようになっている（詳しくはダウンロードコンテンツ節を参照）。
マーベル側の要望でストーリーも重視されており、前作でオミットされていたキャラ別による勝利メッセージ、BGM、エンディングが復活している。BGMは「アメコミに合った曲」ということを念頭に作られており、マーベルの新規キャラクターのみ本作オリジナルの曲となっている。シリーズに参戦したことのあるキャラクターのBGMは、参戦元となる作品や過去のシリーズの曲をより壮大にしたアレンジが施されている。

## 人選
人選は、総じてヒーローとヴィラン（悪役）の枠組みや男女比、格闘のタイプなどが偏重しないよう配慮がされている。キャラクターの全てが版権物であるため、キャラクターの動きや技、台詞において、カプコンとマーベル側から厳しい監修が入っている。ゲーム中でマーベルキャラクターが喋る台詞は全てマーベルのスタッフが担当している。
カプコン側の人選は「動かして面白いキャラクター」を重視して、カプコン社内で調整して決められた。『ストリートファイター』シリーズなどの人気作や『MvC2』に登場するキャラクターの登場枠はあらかじめ絞られており、近年のカプコンの主流であるアクションゲームからの参戦が優先されている。マーベル側の人選は担当者と意見を交わしながら決められている。ゲームのキャラクターとして面白いものを推すカプコンとは異なり、マーベルの担当者は日本国外に露出すれば認知度が高まるという理由で人気の高いキャラクターを推しているが、カプコン側との交渉により例外として参加が認められた事例もある。
新妻はゲームの開発中に自身のツイッターで参戦キャラクターの要望などをユーザーに求めており、ツイートのやりとりによると、他にも様々な作品が候補にあがったが、作品の世界観や日本国外人気を考慮していずれも不採用となっている。日本国外公式サイトでも参戦を希望するキャラクターの人気投票が2月14日から28日までの間に行われた。

## 日本国外や国内市場への配慮
格闘ゲーム部分の制作はカプコンの主導で行われたが、ムービー部分では「ハルクに向かってクリスが銃を撃たないようにする」など、マーベル側からの細かな要望を極力受け入れている。また、日本国外展開を重視した配慮もあり、容姿が全裸に近いフェリシアは日本国外公式サイトでは対戦動画は一切紹介されず、キャラクター紹介でも一人だけバストアップになっている。ムービーでもカメラワークを利用し問題となる箇所を絶妙に隠している。
制作発表から小出しに発表されていった、参戦キャラクターの公開順にも細心の注意が払われている。スパイダーマンはアメリカのイベント会場で発表したいとマーベル側から打診があったが、日本のライトユーザー層を取り込むには不可欠と判断され東京ゲームショウ2011で発表された。
『MvC』シリーズは国内よりも日本国外人気のほうが高く、日本国外では未だに『MvC2』の大会が開催されるなど、売り上げに関しても比較にならない差がある。だが、新妻は「カプコンは日本の会社であるため、日本の市場を軽視する訳にはいかない」と語っており、FACTの楽曲「attack me if you dare」とタイアップして日本独自のCMが放送されるなど広報にも熱が入っている。

## 他の作品との関連性
よく『ストIV』が成功したため、発売が決定したと指摘されるが、日本国外におけるマーベル・コミックの絶大な人気などにより企画自体は同時期に立ち上がっており、交渉は5、6年がかりで行われた。両社の規模が以前より大きくなったことから展開や調整は慎重に行われた。
E3発表段階では全キャラクターに二段ジャンプと空中ダッシュがあったが『TvC』と差別化を図るため、製品版では変更されている。新妻は「『TvC』は『MvC』シリーズとは異なる別機軸の全く新しいゲーム」と位置づけており、アシスタントプロデューサーの門脇章人は「『TvC』は同じシステムの中で対戦するゲームだが、『MvC』シリーズはとがりすぎているキャラクターが戦うゲーム」としている。
本作の制作発表前に『MvC2』のダウンロード配信が開始されたが、これは『MvC2』の人気によるもので本作とは関係がない。本作の発売前には『MvC2』のダウンロード配信が期間限定で半額になるなどのキャンペーンが行われている。

## 評価

### MARVEL VS. CAPCOM 3
「4Gamer.net」ではシビアな駆け引きよりも派手な演出や高い逆転要素などにより、「友人とワイワイガヤガヤと楽しめるゲーム」と分析されている。システム面のゆるさが受け入れられた一方で、キャラクターの強弱が浮き彫りになってしまった点などが読者レビューにて問題であると指摘されている。「GAME Watch」は「新キャラクターや新システムにより正統進化を遂げた」とし、多くの面で好意的評価を寄せたが、「一部のキャラクターが人選から外れたことが唯一残念なことだ」と指摘している。
日本国外では以下のように概ね好意的な評価を受けた。「Joystiq」は「大きな愛と細部の気配りにより、人気シリーズに相応しい続編となった」とし、10/10ポイントの採点。「GameSpot」は「まとまりとカオスを備え進化した」とし、8.5/10ポイントの採点。キャラクターや格闘部分、グラフィックなどを賞賛する一方で、ストーリーが古風であり観戦モードがないことが欠点だと指摘した。「Eurogamer」は「ボタンを適当に押しても楽しめるが、極めると相応の練習と素早い反射が必要になるゲーム」とし、8/10ポイントの採点となった。
アメリカで行われたゲーム大会「CEO2011」の個人戦決勝、ときど対ジャスティン・ウォン戦では、ときどの操るウルヴァリンが開幕直後の投げから先鋒を即死コンボで葬る展開が2試合連続で発生し、解説者が絶句。最終的に「このゲームは本当に、いや何も言えません」と解説を放棄し、落胆する事態となった。
本作で追加された新システムは結果的には賛否両論となった。「Xファクターは1コンボで即死となる場合が多く、その恩恵を受けられる者とそうでない者の差が激しい。チームエリアルコンボは仕掛ける側の成功確率が3/4であるのに対し、阻止する側の確率が1/4と低く駆け引きとしては粗削りである」と否定する意見もある。
「E3 2010」に出展した際には、日本国外メディア21社が選ぶ「Game Critics Awards」の「ベスト格闘ゲーム」部門に選ばれた。

### アルティメット
アメリカの「Spike Video Game Awards 2011」にて「ベスト格闘ゲーム」部門にノミネートされた。

## 登場キャラクター
以下、括弧内は登場作品。原作での細かな設定などについては原作の項目を参照。原作で同名人物が複数いるキャラクターには判別を付けるため本名を記載する。また本作よりシリーズ初参戦となるキャラクターは★マークを表記。

### MARVEL
ウルヴァリン（X-メン）
声：スティーヴ・ブルーム
X-メンの一人。最高硬度のアダマンチウムの爪と超回復能力ヒーリングファクターを持つ。根は優しいが、野生的な性格で敵に対しては容赦がない。
カプコン製作のMARVEL格闘ゲーム作品では『X-MEN CHILDREN OF THE ATOM』（以下『X-メン・COTA』）からの唯一の皆勤賞キャラクター。本作ではイラストやムービーなどでリュウと対比されていることが多い。
三角飛びが可能。相手背後に回り込んで攻撃する「バーサーカースラッシュ」による表裏の揺さぶりが強い。『MvC3』、『アルティメット』共に高い性能を誇る。
アイアンマン（アベンジャーズ）
声：エリック・ルーミス
スターク工業の社長にして、自ら開発したパワードスーツを身に纏って戦うヒーロー。また、アベンジャーズの一員でキャプテン・アメリカ、ソーと並び「ビッグ3」と呼ばれている。
アーマーのデザインは本作独自のもの。
胸から光線を発射する「ユニビーム」や両肩から爆弾を射出する「スマートボム」などによる遠距離戦を得意とする。8方向の空中ダッシュ、飛行が可能。『アルティメット』では空中ダッシュの性質が変化し、徐々に加速するようになった。また『MvC3』では二段ジャンプが可能だったが使用できなくなっている。
ハルク（アベンジャーズ）
声：フレッド・タタショア
ガンマ線を浴び、感情の昂ぶりによって超人ハルクに変身してしまう物理学者。マーベル一の怪力を持つが、自分自身でさえその力を制御できない。
本作は変身前の意識を失った状態での参戦であり、台詞や勝利メッセージでの口調が片言になっている。
スピードが遅く遠距離戦は苦手だが、スーパーアーマーが付く技を多く持ち火力も高く、接近戦が強い。『アルティメット』では突進する「ガンマチャージ」にスーパーアーマーが付き、自分のペースに持ち込みやすくなった。
デッドプール（X-メン）★
声：ノーラン・ノース
肺がん治療のために加わったウェポンX計画により、全身が醜く焼け爛れ、精神を病んでしまった傭兵。ヒーリングファクターを持つ。
口数が多く、ジョークを絶やさない陽気な性格。第四の壁を破ることができ、ゲーム中でもプレイヤーに話しかけたりとメタ要素が含まれている。また様々な基本動作にも、ほかのキャラクターにはないユニークなものが取り入れられている。本作での一人称は「俺ちゃん」。
遠距離戦が得意だが、自分のペース次第で接近戦を仕掛けることもできる。二段ジャンプが可能。『アルティメット』では稀に爆発を起こす危険な装置を使ってワープする移動技「テレポート」により各必殺技がキャンセルできるようになり、相手をより幻惑できるようになった。
キャプテン・アメリカ（アベンジャーズ）
声：ブライアン・ブルーム
第二次世界大戦中のスーパーソルジャー計画により超人となったヒーロー。アベンジャーズのリーダーでもある。本名スティーブ・ロジャース。
『アルティメット』では盾を前にし突進する「チャージングスター」の性能が強化され、盾を飛ばす「シールドラッシュ」はLで発動するとダウン追い撃ちが可能になるなど攻撃力があがった。また移動技の「側転」に無敵時間が付加され2段ジャンプが使用できるなど機動力も上昇している。
ドクター・ドゥーム（ファンタスティック・フォー）
声：ポール・ドブソン
世界制服を企むラトヴェリア王国の国王で、ファンタスティック・フォーの宿敵。卓越した科学力により造り出した強力な兵器の数々を駆使するほか、魔術を操ることができる。
遠距離戦を得意とする。8方向の空中ダッシュと飛行が可能。アシストの性能が高い。『アルティメット』ではジャンプSの下降速度があがりヒット時のダウン確定が付加された。
スーパースクラル（ファンタスティック・フォー）★
声：チャーリー・アドラー
他の星の生物に変身する宇宙の列強種族「スクラル」の中でも「スーパースクラル」と呼ばれるエリートであり、ファンタスティック・フォー全員の能力をコピーしている。
画面外に飛びパンチを浴びせながら急降下する「メテオスマッシュ」や、伸ばした腕で相手を掴み地面に何度も叩きつける投げ技「エラスティックスラム」など、高火力の必殺技を振り回して戦うキャラクター。『アルティメット』では「メテオスマッシュ」が空中でも出せるようになり、攻撃面が強化されている。空中ダッシュは前方にのみ可能であり、直進ではなく緩やかな上昇軌道を描く。
ソー（アベンジャーズ）★
声：リック・D・ワッサーマン
神界アスガードの王オーディンの息子。雷神とよばれ、聖なる槌ムジョルニアを武器に戦う。アベンジャーズの一員。
『MARVEL VS. CAPCOM CLASH OF SUPER HEROES』（以下『MvC1』）ではスペシャルパートナーとして登場しているが、プレイヤーキャラクターとしての登場はこれが初。
機動力が低いが、全キャラクターの中で最高値の体力を誇る。『アルティメット』ではオーラを纏って突進する「マイティストライク」が強化され、高火力のコンボを叩きこむチャンスが増えた。8方向の空中ダッシュと飛行が可能。
ドーマムゥ（ドクター・ストレンジ）★
声：マイケル・T・ワイス
現実世界の支配を企む神秘次元ダーク・ディメンジョンの王。エネルギー生命と機械の複合体であり、魔術を操る。
遠距離戦が得意なキャラクター。8方向の空中ダッシュ、飛行、任意方向へワープする移動技「マスチェンジ」など本作では重要な特殊移動の各種を備え持つ。チェーンコンボに癖があるため扱うのは難しい。『アルティメット』ではしゃがみLからしゃがみMがヒットするようになり、コンボがある程度自由に組めるようになった。
X-23（X-メン）★
声：タラ・ストロング
ウルヴァリンの遺伝子を元にして犯罪組織によって作られた女性型クローン。正義に目覚めX-メンの一員となった。ウルヴァリンと同様の能力を持つが爪は両手両足から出すことができる。
トップクラスの移動速度とトリッキーな動きで相手を翻弄するキャラクター。体力はやや低いが、任意方向へ移動する「ミラージュダッジ」などによるガード崩しが得意で、一定時間自身を透明にし追加入力で投げ技に派生するLV3ハイパーコンボ「サイレントキリング」による出現攻めは特に強力。ウルヴァリンのクローンという設定から差別化が図られており、より足技に特化している。三角飛びが可能。
スパイダーマン（スパイダーマン）
声：ジョシュ・キートン
放射能を浴びた蜘蛛に噛まれたことで、蜘蛛の驚異的な能力を持つようになったヒーロー。蜘蛛糸や格闘技を駆使して戦う。
空中ダッシュ、三角跳びが可能。『アルティメット』では蜘蛛糸を発射して移動する「ウェブグライド」でダウン追い撃ちが可能となった。
マグニートー（X-メン）
声：トム・ケイン
X-メン最大の敵である、磁力を操るミュータント。ミュータントの自由を獲得するために、人類の隷属や抹殺を幾度も企てており世界中を敵に回している。
8方向の空中ダッシュと飛行が可能。『アルティメット』では磁力で相手位置を操作する「アトラクション」、「リパルション」、「グラビテーション」により立ち回りが強化され、起き攻めが容易に行えるようになった。立ちHが受身可能になりコンボが繋がりにくくなったが、攻勢を維持しやすく『MvC3』に続き強力な性能を誇る。
モードック（キャプテン・アメリカ）★
声：ウォーリー・ウィンガート
生体実験により「モードック」（殺人のための精神有機体）と呼ばれるようになった科学者。体の大部分を占める巨大な頭部を支えるため、ホバーチェアーに乗っている。様々な兵器とサイオニックパワーを操る。優れた頭脳を持つが性格は極めて残忍。
遠距離戦を得意とし、空中での立ち回りを軸に戦うテクニカルなキャラクター。8方向の空中ダッシュ、ジャンプすることで飛行が可能。
モードック専用の特殊システムとして、LoU＝"Levels of Understanding"（"理解力"）という特殊ストックが存在し、特定の技を使用するのに必要とする。
シーハルク（アベンジャーズ）★
声：マリア・キャナル・バレーラ
ハルクの血を輸血された女性弁護士で、ハルク=ブルース・バナーは従兄弟。ハルク同様の怪力を持つが、ハルク本人とは違い、理性を保ってその力をコントロールできる。
三角飛びが可能。コマンド投げにより相手のガードを崩していく投げキャラ。ジャンプして相手の腕を掴んで投げ飛ばす対空投げのハイパーコンボ「クリミナルランドリー」は制圧力に優れる。『アルティメット』では、しゃがみLが連打できなくなりやや弱体化した。
ストーム（X-メン）
声：スーザン・ダリアン
X-メンの一人で、ワカンダ王国の王妃。天候を自在に操ることができ、風を発生させて空を飛ぶこともできる。
8方向の空中ダッシュ、飛行、ホバリングを持つ。『アルティメット』ではホバリング中にアシストを呼べなくなり弱体化した。
フェニックス（X-メン）★
声：ジェニファー・ヘイル
X-メンの一人。X-メンの指導者プロフェッサー・Xと並ぶ強力なテレパスで、テレキネシスも使うことができる。本来は優しい性格だが、「フェニックス・フォース」という神にも等しいエネルギー生命体を宿しており、その力が暴走すると邪悪な破壊の女神「ダークフェニックス」となる。
全キャラ中唯一持つLV5ハイパーコンボ「ダークフェニックス覚醒」は体力が100以下にされた際、ハイパーコンボゲージが5本溜まっていると自動的に発動。ダークフェニックスに変身し、性能が強化される。発動時に体力は全快するが、時間とともに減少していく（X-ファクター使用時、もしくは控えに回っている間は減少しない）。アシスト技も変化し、台詞や勝利メッセージも専用のものになる。
体力が最大のキャラクターの3分の1程度と非常に低いが、立ち回りや攻撃が大幅に強化されたダークフェニックス時の爆発力は凄まじく強く、時にヒールと形容される性能は世界中で物議を醸した。ただし、ダークフェニックス化の条件を満たす前にスナップバックからの出現攻めなどで早期に倒されると弱い。『アルティメット』では体力が減少し空中TKショット後は行動できなくなったが、依然として強力なキャラクターである。8方向の空中ダッシュ、飛行が可能。
タスクマスター（アベンジャーズ）★
声：スティーヴ・ブルーム
条件を満たすことで使用可能になるアンロックキャラクター。
金で動くヴィランの傭兵。過去の記憶を喪失する代わりに、相手の動きを見ただけで身のこなしを全て記憶する写真的反射能力を持つ。
日本語版のみ一人称が「吾輩」で語尾に「である」を付けた特徴的な喋り方をしている。
遠距離戦を得意とする。ガードを崩す手段に欠けるのが弱点。設定上、ほかのキャラクターを模倣した必殺技があり、キャプテンアメリカのものと同名・同質の「チャージングスター」は近距離での主力技の一つである。『アルティメット』では剣で相手を突く「スティングマスター」に派生できるようになった。
センチネル（X-メン）
声：ジェームズ・K・ワード
条件を満たすことで使用可能になるアンロックキャラクター。
ミュータント根絶をプログラムされた量産型ロボットの一体。本シリーズに登場するセンチネルは『X-メン・COTA』で新規にデザインされたカプコン独自の「COTA-01 model」であり、本作に登場する個体名は「COTA-94」である。『アルティメット』ではステージの背景に原作準拠の巨大なセンチネルが登場している。
スーパーアーマー付きの通常技からのコンボが強力なキャラクター。アシスト技の性能が高く、特に足元から小型センチネルを発射するαアシスト（センチネルフォース・体当たり）はどんなキャラクターと組んでも抜群の相性を見せる。『MvC3』発売当初は最も体力が高かったが、2011年3月22日のタイトルアップデートで体力が3割減って平均的な体力になった。二段ジャンプ、飛行が可能。

#### ダウンロードコンテンツキャラクター（MARVEL）
シュマゴラス（ドクター・ストレンジ）
声：ポール・ドブソン
異世界カオスディメンションの神。見た者を恐怖させる外見に変身する。日本語版のみ、今まで同様、語尾に「シュ」をつけた「でシュまシュ口調」で話す。本作では第四の壁にある程度言及するが、あえてそれ以上には進行しない。
体を丸めて独特な軌道で突進する「ミスティックスマッシュ」を生かした奇襲攻撃を軸に立ち回ることが得意。アシストの性能が高く、特に目からビームを放つαアシスト（ミスティックレイ）は攻撃範囲が広く強力。空中ダッシュが可能。

#### アルティメット追加キャラクター（MARVEL）
ゴーストライダー（ゴーストライダー）★
声：リチャード・グリエコ
冥王メフィストと契約を結び、悪魔・ザラゾスを憑依させられた燃える髑髏の顔を持つヒーロー。本名ジョニー・ブレイズ。
トップクラスを誇る通常・必殺技の射程の広さを駆使した中〜遠距離での戦いを得意とする。壁バウンドやハードダウンを誘発する技を多く持ち、連続技の発生に距離を選ばないのが強み。体力は標準的で技の癖もなくコンボもシンプルなため扱いやすい。ジャンプS、立ち・しゃがみ・ジャンプHなど鎖を振り回して攻撃する射程の広い通常技は遠距離からのけん制に向き制圧力が高い。反対にL、Mなど近接技は隙が大きいため接近戦は苦手である。出が遅い技が多いため後手に回ることが多く相手に攻められると脆い。罪を感じさせる眼で相手を凝視し精神的ダメージを与える投げ技のLV3ハイパーコンボ「贖罪の眼」は、ヒット後に膝崩れを誘発するため追撃が可能で状況次第で1コンボで相手を倒せる。ハイパーコンボ「復讐の精霊」でのみヘルバイクに乗車する。
ホークアイ（アベンジャーズ）★
声：クリス・コックス
「アベンジャーズ」の一員。短気で無鉄砲な性格だが、サーカスで鍛えた弓を自在に操る名手で、矢に仕込んだギミックを駆使して戦う。同じく弓を使うタスクマスターと差別化が図られており、より弓に特化している。
多彩な飛び道具を駆使し弾幕を張りつつ、相手の体力を削っていく中〜遠距離戦を得意とする。アシスト性能も高い。毒矢を放つ「トリックショット【バイオレットフィズ】」はヒット時に一定時間相手の体力を徐々に削る効果を持ち、これにより高ダメージのコンボが狙える。雷を纏った矢を放つ「クイックショット【スプリッツァー】」はハイパーコンボ以外の飛び道具に打ち勝つため、戦闘スタイルが相手と被った場合は有利となる。光の矢を放つハイパーコンボ「ギムレット」は相手の位置を自動で補足するため発動に場所を選ばず、相手の隙を見て瞬時に割り込める発生の早さやケズリ値の高さも強力である。LV3ハイパーコンボ「X・Y・Z」には同じアベンジャーズのアントマンが登場。
ドクター・ストレンジ（ドクター・ストレンジ）★
声：リック・パスカローネ
異世界の神や悪霊と戦う魔術師。亡き師エンシェント・ワンに教わった魔術は強力で、至高の魔術師（ソーサラー・シュプリーム）の名を継いでいる。
多彩な飛び道具を持ち、テクニカルな遠距離戦を得意とする。各アシストの性能が優秀だが、体力はやや低く、通常技のリーチが短いものが多い。飛行が可能。炎の弾を発射する「ファルティンの炎」は、クリスタルを設置する「ホゴスの加護」により軌道や弾速を変化させたり、爆発を起こすことができる。任意方向にワープする「テレポーテーション」はかく乱に向き、各設置技とあわせることで一人で相手のガードを揺さぶれる。相手の足元から魔力を放出するハイパーコンボ「ヴィシャンティの秘術」は、相手位置を自動補足し、発生が早くダウン追い撃ちを持つなどドクター・ストレンジが持つ最強の技である。
アイアンフィスト（ヒーローズ・フォー・ハイア）★
声：ローレン・レスター
秘境都市クン・ルンで修行を積み、不死の竜シャオ・ラオの力と「鉄拳」の称号を得た拳法家。超能力者が多いマーベルでは珍しい、肉体派ヒーロー。
体力は標準的だが、スピードが早く本作では1、2を争う攻撃力を持つ。飛び道具と空中ダッシュや二段ジャンプなどの空中制御を持たない『MvC』シリーズには珍しい生粋のインファイタータイプ。近距離ではローキックを浴びせる「ドラゴンテイル」や振り上げた足で相手を蹴りつける「ドラゴンスタンプ」などで中・下段のガードを揺さぶり火力のあるコンボを叩き込めるため非常に強力だが、遠距離戦は苦手である。必殺技は、自己強化技「CHI」（チ）以外の、9種ある必殺技の中から任意の技を組み合わせて3回まで連続で出せる『ストリートファイター』シリーズのフェイロンのような特性を持つ。三角飛びが可能。
ノヴァ（ノヴァ）★
声：トロイ・ベーカー
瀕死の宇宙人ローマン・デイの意思を引き継ぎ、サンダー星の集合意識ワールドマインドと結合し銀河警察となったヒーロー。
標準的な体力と高い攻撃力・機動力を揃え、バランスの取れた性能を誇る。基本的に接近戦を得意とするが、ハイパーコンボを使って遠距離からも相手を刺すことができる。飛行が可能で、8方向へ動ける空中ダッシュは初速は遅いが徐々にスピードが上がる特性を持つ。ダウン追い撃ちと中段判定を持つ前Hとアシストを絡めて、相手の中・下段を揺さぶるなどシンプルな攻め方ができ初心者にも扱いやすい。必殺技の範囲が広いためアシストを巻き込みやすいことも利点である。前方または上方へエネルギーを照射する「グラビメトリックパルス」（およびαアシスト）、ビームを放つハイパーコンボ「グラビメトリックブラスター」は、発動時に自分のリカバリアブルダメージを全て消費して攻撃力や射程範囲を強化するためリスクが高い。
ロケットラクーン（ガーディアンズ・オブ・ザ・ギャラクシー）★
声：グレッグ・エリス
強化手術によって高い知能と戦闘力を手に入れたアライグマ。宇宙船のパイロットで、銃火器の扱いに優れている。
多彩な飛び道具や設置技を利用した遠距離戦や、突進する前Hや地面に地雷を設置する「クレイモア」を軸とした地上戦を得意とする。体力がかなり低く、通常技・空中攻撃はリーチが短いため、接近・空中戦は苦手だが、小柄なため相手のコンボが繋がりにくいという利点もある。地中に潜って移動する「プレイダグ」や、足のジェットで任意方向へ高速移動する「ロケットスケート」など、奇襲やかく乱に向いた移動技が豊富である。丸太を振り子のように飛ばす「ペンデュラム」は判定が広く空中攻撃へのけん制やコンボの中継など攻守に活躍する。同種の性能であるγアシストも強力である。二段ジャンプ、ショートジャンプが可能。

### CAPCOM
日本語音声/英語音声と表記する。
リュウ（ストリートファイターシリーズ）
声：高橋広樹 / カイル・エベール
真の格闘家となるため、世界中の強者を求めて旅を続ける格闘家。
「波動昇龍タイプ」のキャラクターの中でも今作では砲台タイプに分類される。
『アルティメット』では全キャラで一番大きな変更が行われている。特定必殺技を強化する新ハイパーコンボ「波動覚醒」によるコンボは屈指のダメージを誇り、中段攻撃の前Mがキャンセルできるようになるなど大幅に強化されている。
モリガン（ヴァンパイアシリーズ）
声：田中理恵/シボーン・フリン
魔界の三大貴族アーンスランド家の当主であるサキュバス。本人はその地位に興味がなく、退屈な日々を嫌う。
遠距離戦が得意。二段ジャンプ、8方向の空中ダッシュ、飛行が可能。『アルティメット』では相手のハイパーコンボゲージを吸収する必殺技「ソウルドレイン」が追加され、飛行のフレーム数が短くなっている。
クリス（バイオハザード5）★
声：東地宏樹 / ロジャー・クレイグ・スミス
対バイオテロ組織「BSAA」の一員。超人的な射撃の腕を持つ。行方不明になった相棒、ジルの消息を追っている。姿や性能は『バイオハザード5』のもの。
火力が高く、多彩な飛び道具や設置技による遠距離戦を得意とする。『アルティメット』では匍匐状態で射撃する「プローンショット」が連射できるようになり、けん制力が強化された。
ダンテ（デビルメイクライシリーズ）★
声：森川智之 / ルーベン・ラングダン
悪魔と人間の間に生まれた便利屋稼業を営むデビルハンター。二丁拳銃や大剣など多彩な武器を使う。性能や外見は『デビルメイクライ3』のもの。
必殺技だけで20種類以上の技が存在し、その分魅せコンボや遊び技など引き出しが多い。空中ダッシュ、二段ジャンプが可能。『アルティメット』では全体的に弱体化したが、魔人化して性能を強化するハイパーコンボ「デビルトリガー」の発動時には2回の空中ダッシュと三段ジャンプが可能となった。
フェリシア（ヴァンパイアシリーズ）
声：阿澄佳奈 / G.K.ボウズ
ミュージカルスターのキャットウーマン。子供思いで孤児院のシスターとしても活躍している。
壁張り付きが可能。『アルティメット』では蹴り上げてさらに追撃する「デルタキック」に地面バウンドが付き、空中で出せるようになったため、コンボの火力と立ち回りが強化された。
春麗（ストリートファイターシリーズ）
声：折笠富美子 / ローラ・ベイリー
インターポールの麻薬捜査官で、父の仇「シャドルー」の壊滅に尽力している。足技の達人。
三段ジャンプ、空中ダッシュ、三角飛びが可能。『アルティメット』ではしゃがみMにダウン追い撃ちが付き、空中投げから追撃できるようになった。
トリッシュ（デビルメイクライシリーズ）★
声：田中敦子 / ダニエル・バージオ
ダンテのパートナー。魔帝ムンドゥスに作られた悪魔でありながら、人間の心に目覚めた。2丁拳銃と魔剣スパーダ、電撃の魔法など様々な攻撃方法を持つ。
上級者向けのキャラクター。飛行、8方向の空中ダッシュ、二段ジャンプが可能。『アルティメット』では雷を放射する魔方陣を設置する「トリック”ホップスコッチ”」などの空中で発動可能な技が1ジャンプにつき1回しか発動できなくなり、停滞することができなくなった。一方、多数の雷の矢を放つハイパーコンボ「マキシマムボルテージ」がダウン追い撃ち可能になりコンボダメージは上昇している。
アマテラス（大神）★
声：なし
世界を再生させるために妖精イッスンと共に旅をする白狼。
三種の神器を「器替え」で交換しながら戦う特殊なタイプ。空中ダッシュが可能。紅蓮、吹雪、迅雷を立て続けに放つハイパーコンボ「筆しらべ 荒神楽」は攻撃持続が長く範囲も広いためアシストを巻き込みやすく強力。『アルティメット』では「器替え」が空中で発動できるようになった。
イッスンは台詞のないアマテラスに代わり勝利メッセージを担当し登場演出にも姿を見せる。
ビューティフル ジョー（ビューティフル ジョーシリーズ）★
声：関智一 / ダレル・ギルボー
キャプテンブルーから譲り受けたVウォッチで変身するヒーロー。「VFXパワー」と呼ばれる特殊能力を持つ。
三段ジャンプと空中ダッシュが可能。機動力の高さを活かし、逃げながら戦うというスタイルを得意とする。コンボの始動となる、上昇しながらアッパーする「グルーヴィーアッパー」も、発動後すぐに行動可能になるため逃げやすいという特性がある。
ハイパーコンボ「シックスキャノン」でパートナーのシルヴィアが登場する。
トロン（ロックマンDASHシリーズ）
声：飯塚雅弓 / タラ・プラット
空賊ボーン一家の長女。手下のコブンと共に二足歩行型メカ「グスタフ」に乗って戦う。
体力が高く、力押しで攻めるキャラクターだが、空中ダッシュが可能など機動力も多少ある。『アルティメット』では前Hがキャンセル可能になりダウン追い撃ちからコンボできるようになった。
トロンは使用されていない場合、「カトルオックス島」ステージの背景に登場する。また、同ステージでトロンが登場すると背景のボーン一家が応援するなどの特殊演出がある。
ウェスカー（バイオハザード5）★
声：中田譲治 / D.C.ダグラス
ウロボロスウィルスによる適者生存を掲げる冷徹な人物。T-ウィルスに適応し、超人的な身体能力を持つようになった。姿や性能は『バイオハザード5』のもの。
縦横無尽に突進するハイパーコンボ「鎖巡型」を発動するとサングラスが取れる。『アルティメット』では、一定ダメージを受けることでもサングラスが取れるようになり、この状態だと攻撃力と機動力が上昇するようになるなど、最強クラスの性能に変化している。
スペンサー（バイオニックコマンドーシリーズ）★
声：黒田崇矢 / ダメオン・クラーク
左手に装着されたバイオニックアームと拳銃を武器にテロ組織や軍隊と戦う兵士。
トップクラスの火力を誇る。『アルティメット』ではバイオニックアームを伸縮させて移動する「ジップライン」の速度があがり、機動力と制圧力が強化された。
アーサー（魔界村シリーズ）★
声：稲田徹 / ダン・ウォーレン
大魔王にさらわれたプリンセスを助けるために単身魔界に行く騎士。様々な武器を自在に操り戦う。
『MvC1』ではスペシャルパートナーとして登場しているが、プレイヤーキャラクターとしては初登場となる。
多彩な飛び道具による遠距離戦を得意とする。二段ジャンプが可能だが、途中で軌道が変えられない。鎧が壊れてパンツ一丁になることがあるが、この状態になると防御力が低下する。
ゼロ（ロックマンXシリーズ）★
声：置鮎龍太郎 / ジョニー・ヨング・ボッシュ
ゼットセイバーを手にイレギュラーハンターとして戦うレプリロイド。
ガード崩しとスピードが持ち味。右腕からチャージショットを放つ「ハイパーZEROブラスター」は火力が高く、空中でのけん制にも使えるなどゼロにとって重要な技となる。『アルティメット』では最大までエネルギーを溜めた状態の「ハイパーZEROブラスター」が各必殺技からキャンセルできるようになり攻撃力が上昇した。アシスト性能が弱いのが難点。
C.ヴァイパー（ストリートファイターIV）★
声：園崎未恵 / ミシェル・ラフ
CIAのスパイエージェント。戦闘補助スーツに仕込んだ武器を操って戦う。
基本的に『ストIV』をベースにしており、「EX必殺技」や「セービングアタック」が使用できる。
『アルティメット』では『X-メン』に登場するサイクロップスのオマージュとして眼周辺の暗器からビームを発射する新技「オプティックブライト」が追加された。これにより遠距離からもけん制できるようになった。
ハガー（ファイナルファイトシリーズ）★
声：梁田清之 / マット・リーディ
メトロシティの「戦う市長」。プロレス技と鉄パイプなどの凶器による攻撃を持ち味にしている。
原作のテクニック「パンチはめ」が「デスクワークガトリング」という名前のハイパーコンボとなっており、「ダブルラリアット」を使用すると体力が減少する原作の再現もされている。
『アルティメット』ではしゃがみHにダウン追い撃ちが付き、空中投げ後の落下速度があがり追撃がしやすくなった。
豪鬼（ストリートファイターシリーズ）
声：武虎 / デイヴ・マロウ
条件を満たすことで使用可能になるアンロックキャラクター。
殺意の波動に目覚めた修羅の如き格闘家。自らを拳を極めし者と称している。
リュウと同じ「波動昇龍タイプ」だが、より積極的に戦うキャラクターである。『アルティメット』では体力が減少したが、回転ジャンプして相手を掴み複数の必殺技に派生する「百鬼襲」が空中で発動可能になり機動力が上昇した。
レイレイ（ヴァンパイアシリーズ）★
声：早見沙織 / ハンター・M・オースティン
条件を満たすことで使用可能になるアンロックキャラクター。
母親を助けるためにキョンシーと、その暴走を抑えるお札になった双子の姉妹。暗器と中国拳法を武器に戦う。今作のレイレイは一人称が「ボク」に変わっている。
一定時間スーパーアーマーを持続させるハイパーコンボ「離猛魂」を使った上で、アシスト役に徹する立ち回りが強力。空中ダッシュが可能。

#### ダウンロードコンテンツキャラクター（CAPCOM）
ジル（バイオハザードシリーズ）
声：湯屋敦子 / カリ・ウォールグレン
クリスの元相棒。元は「BSAA」の一員だったが、ウェスカーに取り付けられた投薬装置によって洗脳されている。性能や外見は『バイオハザード5』のもの。
スピードで相手を翻弄するタイプでガード崩しに長けるが、扱うのが難しい。

#### アルティメット追加キャラクター（CAPCOM）
ストライダー飛竜（ストライダー飛竜）
声：うえだゆうじ / T.J.ストーム
忍者を前身とした暗殺者集団「ストライダーズ」の一員で、特A級ストライダーの称号を持つエージェント。プラズマを帯びた光剣「サイファー」を自在に操る。
体力、火力はやや低いが、最上級の機動力を誇り相手を手数で翻弄できる。『MvC2』と異なり、飛び道具にも対策できるなど万能な性能となった。相手の頭上や背後にワープし表裏を攻められる「ヴァジュラ」や、相手背後の壁に貼りつき追加入力で攻撃や移動ができる「壁張り付き」などで相手に接近しコンボを仕掛けられる。キノコ型ロボットを装着する「フォーメーションB」は追加入力でロボットを射出する「フォーメーションB・シュート」でほかの必殺技をキャンセルできるためコンボの中継、フォローとして機能する。γアシスト（ヴァジュラ）の性能も強力でアシストとしても活躍する。地上ステップ中に慣性が付き、前に進みながら攻撃ができる。三角飛び、二段ジャンプ、ショートジャンプが可能。
レッドアリーマー（魔界村シリーズ）★
声：なし
魔界に生息する赤い悪魔で、アーサーの宿敵。魔界村に危害を加える者には容赦せず、独特の素早い動きと口から吐く炎を武器に襲い掛かる。
任意方向へジャンプする「ヘルクリップ」などの豊富な移動技とスピードで相手をかく乱し、ガードを崩していく接近戦を得意とする。空中を飛び回る移動技の「ヘルダイブ」が攻撃の要となり、口から火球を吐く「ファイア」などを絡めると緩急を付けた攻撃を仕掛けられる。相手を画面端に追い込みやすく、けん制能力も優れているが、火力と体力がやや低い。空中ダッシュはないが、1度のジャンプに付き3回発動できる「ヘルダイブ」が代替以上の役割を果たし、ホバリングが可能。
ネメシス-T型（バイオハザードシリーズ）★
声：なし
「追跡者」と呼ばれる強化されたタイラント。寄生型B.O.W.「NE-α」が頭脳の役割を果たし、通常のタイラントと比べ知能が大幅に向上し、武器を扱うことができる。
火力・体力が高いパワータイプ。一部の通常・必殺技にスーパーアーマーを持つ。ロケットランチャーを任意の方向へ発射する「W/R06」、「W/R09」、「W/R01A」などの飛び道具を持ち、触手で攻撃する通常技の前・ジャンプ前・ジャンプ下Hはリーチが長いため、中〜遠距離戦もある程度戦える。地面・壁バウンドを誘発する技を多く持ち、扱いやすい必殺技が多い。反面、動きや技の発生が遅く、巨体なために当たり判定が大きく一部の技が低身長キャラクターにヒットしない。前述の触手攻撃などで相手を画面端に追い込み、任意の方向に伸ばした触手で相手を掴み地面に叩きつける投げ技「T/C」などでガードを崩していく戦法を得意とする。空中コンボ中に立ちLを出し、その後遅めにM「T/C」を出すと回避・反撃が非常に困難になるというハメ技に近い強力な連携を持っている。LV3ハイパーコンボ「IRREGULAR※」で最終形態に変身して攻撃する。
バージル（デビルメイクライシリーズ）★
声：平田広明 / ダン・サウスワース
ダンテの双子の兄。人間のために力を振るう弟と違い、己の目的のために犠牲を省みない悪魔としての生き方を選んだ。
前作のダンテをコンセプトに制作されたキャラクターだが、攻撃こそ似ているものの性能は大きく異なり技の種類も少なくなっているなどダンテとは差別化が図られている。体力・機動力はやや低いが、攻撃力、スピード、リーチとも兼ね備えるなど最強クラスの性能を誇り、時に「問題児」と呼ばれる。相手を走り抜くと同時に無数の剣閃を浴びせる「疾走居合い」や、相手背後にワープする「トリックダウン」などにより、相手の表裏を揺さぶるガード崩しが容易に行える。通常技の性能も高いが、バージルのみ空振り時の通常技を必殺技でキャンセルできないという欠点もある。自分の周囲に6本の幻影剣を発生させるハイパーコンボ「円陣幻影剣」は、発生中にハイパーコンボゲージが溜まらずダメージを受けると消失するデメリットが存在するが、発生が早く攻撃判定を持続させたまま移動ができるなどの特質を持ち非常に強力である。さらに幻影剣を任意方向へ配置する「急襲幻影剣」、「烈風幻影剣」の2種に派生が可能。三角飛びが可能で、魔人化して性能を強化するハイパーコンボ「デビルトリガー」を発動すると二段ジャンプと空中ダッシュも使用できる。
成歩堂龍一（逆転裁判シリーズ）★
声：鳥海浩輔 / サム・リーゲル
刑事事件専門の弁護士。ツッコミやハッタリなどあらゆる手段を用いて、相手の心理の盲点やアリバイの綻びを巧みに見抜き、逆転勝訴に持ち込む。
原作では戦闘タイプのキャラクターではないが、『TvC』に登場したハクション大魔王と同様、攻撃ではないアクションが結果的に攻撃になっている。
「探偵」「法廷」「逆転」という3種類のモードを持ち、使用できる必殺技がそれぞれ異なるなど特殊なキャラクターである。体力は標準的だが通常技のリーチが短い。ハイパーコンボゲージの上に最大3つの証拠品のストックがあり、探偵モードで証拠品を集めていく。証拠品を集めた状態で法廷モードに切り替え「異議あり!」を相手に当てると、ダークフェニックス級の性能になる逆転モードに変化する。
助手の綾里真宵、ミサイル、裁判長が必殺技や登場・勝利演出などに登場する。逆転モードの発動中はBGMが変化するため成歩堂のみ2種のBGMが存在する。
フランク・ウェスト（デッドライジングシリーズ）★
声：小山力也 / T.J.ロトロ
フリーランスのフォトジャーナリスト。戦場カメラマンの経験もある武闘派でゾンビ感染症に抵抗がある。その場にある道具は何でも使う破天荒な戦い方をする。
体力がやや高いが機動力に欠けるスタンダードタイプ。『TvC』から仕様・性能が変わっており、「スキルレベル」という独自のシステムが追加された。写真を撮る「スナップショット」を当てた時のヒット数に応じてレベルが最大で5まで上昇し、レベル毎に技の性能、攻撃力、機動力が強化され、特定の技が使用可能になる。

### ボスキャラクター
ギャラクタス（ファンタスティック・フォー）★
声：ジョナサン・アダムズ
本作の最終ボス。惑星を破壊し、そのエネルギーを吸収する宇宙的存在（コズミック・ビーイング）。ヘラルドと呼ばれる下僕を送り込み、標的となる惑星への案内をさせている。
ギャラクタスと戦う前に、ヘラルドとして現れるドクター・ドゥーム、ドーマムゥ、ウェスカー、豪鬼の内ランダムに選ばれた二人一組と戦う。ヘラルドで現れた二体は、性能は変わらないが、ハイパーコンボゲージが無制限になっている。勝利すると、体力減少や制限時間を引き継ぎギャラクタスと直接対決となる。
ギャラクタスは敵を両手で握りつぶしたり、レーザーを放射するなどの攻撃を行う。他にもスナップバック（強制交替）攻撃や即死・ガード不能の攻撃もある。
なお、ギャラクタスとの戦いは、対戦前に "SAVE THE EARTH!"（地球を守れ!）と表示され、制限時間が "EARTH LIMIT" となり地球の命運をかけた戦いとなっている。敗北か時間切れになると"EARTH K.O."と表示され、コンティニューをしなかった場合はギャラクタスのエンディングとなる。
アルティメットでは条件を満たすことで、ギャラクタスをプレイヤーキャラクターとして操作できる専用のモードが出現する。こちらは対戦前に"ATTACK THE EARTH!"（地球を攻撃しろ!）と表示される。ヘラルド戦は行われないが、性能はCPU版と変わらず、ハイパーコンボも無限に使える。

## ダウンロードコンテンツ
PS3、XB360版の全DLCは2013年12月をもって配信を終了している。PS4版、Xbox One版は全てのDLCを収録している。

### MARVEL VS. CAPCOM 3
コスチュームパック
2011年3月1日に有料配信されたリュウ、クリス、ダンテ、キャプテン・アメリカ、アイアンマン、ソーの新コスチューム。
DREAM BATTLE CPU01
2011年3月1日に無料配信されたCPU思考ルーチン。プロデューサーの新妻良太、アシスタントプロデューサーの門脇章人、本作のバランス調整担当スタッフ（氏名不明）の3名のプレイヤーをモデルとして、「癖」や「強さ」を調整している。
ダウンロードキャラクター「ジル」「シュマゴラス」
2011年3月15日（PS3版では2011年3月17日）に有料配信された追加キャラクター。アルティメットに引き継いだ場合、自動的に新コスチュームが追加される。
DL チャレンジモード
2011年3月25日に無料配信されたチャレンジモードの追加パック。
DREAM BATTLE CPU02
2011年3月29日に有料配信されたCPU思考ルーチン。
DREAM BATTLE CPU03
2011年4月22日に有料配信されたCPU思考ルーチン。
DREAM BATTLE CPU04
2011年4月26日に有料配信されたCPU思考ルーチン。PS3版ではPlayStation Networkに障害が起きたため、以降に配信されたDREAM BATTLE CPU10までの7種のダウンロードコンテンツをPlayStation Storeが復旧した7月6日に配信した。
DREAM BATTLE CPU05
2011年5月10日に有料配信されたCPU思考ルーチン。
DREAM BATTLE CPU06
2011年5月24日に有料配信されたCPU思考ルーチン。
DREAM BATTLE CPU07
2011年6月3日に有料配信されたCPU思考ルーチン。
DREAM BATTLE CPU08
2011年6月7日に有料配信されたCPU思考ルーチン。
DREAM BATTLE CPU09
2011年6月15日に有料配信されたCPU思考ルーチン。
DREAM BATTLE CPU10
2011年6月21日に有料配信されたCPU思考ルーチン。

### アルティメット
ニューエイジオブヒーローズ パック
特定店舗の先着予約特典として配布されたセンチネル、ドクタードゥーム、ストライダー飛竜、豪鬼の新コスチューム。2012年1月17日から有料配信。
ヴィラン パック
特定店舗の先着予約特典として配布されたスーパースクラル、モードック、C.ヴァイパー、ウェスカーの新コスチューム。2012年1月17日から有料配信。
ファム・ファタール パック
特定店舗の先着予約特典として配布されたストーム、X-23、春麗、モリガンの新コスチューム。2012年1月17日から有料配信。
ライジング・デッド パック
2011年11月22日に有料配信のゴーストライダー、フェニックス、フランク・ウェスト、ネメシスの新コスチューム。
イヴィル・ツイン パック
2011年12月6日に有料配信のデッドプール、スパイダーマン、レイレイ、バージルの新コスチューム。
ブロウラー パック
2012年1月10日に有料配信のシーハルク、アイアンフィスト、スペンサー、ハガーの新コスチューム。
アニマル パック
2012年1月24日に有料配信のウルヴァリン、ロケットラクーン、アマテラス、フェリシアの新コスチューム。
ウェポン・エキスパート パック
2012年2月7日に有料配信のタスクマスター、ホークアイ、ゼロ、トリッシュの新コスチューム。
ビューティフル・ストレンジ パック
2012年2月21日に有料配信のドーマムゥ、ドクターストレンジ、ノヴァ、ビューティフルジョー、トロン、成歩堂龍一の新コスチューム。
エンシェント・ウォリアー パック
2012年3月6日に有料配信のハルク、アーサー、レッドアリーマーの新コスチューム。
当初はマグニートーの新コスチュームも含めて2011年12月20日に配信予定だったが配信日未定となり、2012年2月22日にマグニートーを除く3キャラ分の配信日と値下げが発表となった。マグニートーの新コスチュームは原作コミック『ハウス・オブ・M』が出典だが、この衣装はスペイン国王フアン・カルロス1世のものに酷似しており、肖像権の問題が理由とされている。
バリューパック
2012年3月6日に有料配信のジルとシュマゴラス、配信中止のマグニートーを除く47キャラクター（前作のコスチュームパックで配信の6名も含む）の新コスチュームが配信されるパック。

## 関連商品
アーケードファイトスティック トーナメントエディション
Mad Catz社が発売した本作仕様のアーケードスティック。三和電子のパーツを使っており、アーケードゲームに近い感覚でプレイできる。5000本限定で販売された。
マーベルエディション バーサス ファイティングパッド
PDP社が発売した本作仕様のXB360用のコントローラー。マーベルのキャラクターがプリントされており、ボタン配置も格闘ゲームに適したものに変更されている。
マーヴル VS. カプコン3 シグネチャーシリーズガイド
BRADY GAMES社が2011年2月15日に発売した攻略本。
アルティメット マーヴル VS. カプコン3 シグネチャーシリーズガイド
BRADY GAMES社が2011年11月16日に発売した攻略本。